# Royal Business Bank
Royal Business Bank (en chino :皇佳商業銀行) es un banco estadounidense de origen chino con sede en Los Ángeles, California. Es uno de los bancos chino-estadounidenses más grandes del país y tiene sucursales en California, Nevada y Nueva York. Es una subsidiaria de propiedad absoluta de RBB Bancorp.

## Historia
El banco fue fundado por Louis Chang en noviembre de 2008 en Los Ángeles, California. Comenzó con una ubicación, pero desde 2011, y desde entonces ha abierto tres nuevas ubicaciones en San Gabriel, Torrance y Rowland Heights. RBB adquirió First Asian Bank (Las Vegas) en 2011, Ventura County Business Bank, Oxnard, Los Angeles National Bank, Buena Park y TomatoBank (Alhambra) por 83,2 millones de dólares en 2015, extendiendo su cobertura por todo California y Las Vegas. En julio de 2017, RBB ingresó al Nasdaq y recaudó 86 millones de $.
En septiembre de 2019, RBB adquirió Pacific Global Bank en Chicago por 32,5 millones de dólares. En mayo de 2021, RBB recaudó 120 millones de $ para continuar con su ola de adquisiciones y James Kao fue elegido nuevo presidente de la junta.

## Resumen
La empresa ofrece varios servicios financieros, pero principalmente ofrece sus productos y servicios a particulares, pequeñas y medianas empresas, municipios y otras entidades de la comunidad chino-estadounidense. También se han diversificado para incluir nuevos clientes que no forman parte de la comunidad chino-estadounidense.